# Арбанаси
Вижте пояснителната страница за други значения на Арбанаси.
Арбанаси е село в Северна България. То се намира в община Велико Търново, област Велико Търново. Арбанаси се намира на възвишение, което разделя двата най-големи града в областта – Велико Търново и Горна Оряховица.

## География
Арбанаси е село в централната част на Северна България. Намира се на 5 км североизточно от Велико Търново, на високото Арбанашко плато, разделящо старопрестолния град от съседната Горна Оряховица, която е железопътен възел с централно значение за България.

## История
Липсата на сигурен документален материал оставя различни мнения и предположения за произхода, името и населението на Арбанаси. Според Константин Иречек късносредновековните жители на селото са преселници главно от Епир, за което свидетелстват местни надписи и гръцки книги. Махиел Кил приема, че в края на ХV век в селото са заселени албанци, след военна кампания на султан Баязид II в Албания през 1492 година, по време на която са отведени много пленници.
Според някои изследователи една от местните църкви е строена през ХІV век. Други смятат, че най-старите църкви и стенописи в Арбанаси се датират от ХVІ век.
В поименен регистър от 1540/1541 година се срещат както албански имена като Гьон и Лека, така и български – Димо, син на Мирослав, Петко, син на Драган, Никола, син на Миладин, Стою, син на Малко, Михо, син на Бойо, Герги, син на Русо и други. Около 1556 година великият везир Рюстем паша закупува селото от предишните му господари и го превръща в свой мюлк, а впоследствие – във вакъф.
Други сведения за Арбанаси намираме в записките на Павел Джорджевич от 10 януари 1595 г. до трансилванския княз Сигизмунд Батори. За Арбанаси споменава и софийският католически епископ Петър Богдан Бакшич, посетил Търново през 1640 г. Той отбелязва, че горе на планината има град, откъдето се вижда цяло Търново и има около 1000 къщи.
Георги Раковски съобщава, че Иван Асен II, след като се оженил за дъщерята на пленения кир Теодор Комнин, заради нея преселил няколко гръцки фамилии в Арбанаси.
През 1859 г. учителят в Търново А. П. Границки прави превод на Търновското ръководство, издадено от Хамамджиев в Цариград. В него пише: „Към изток, половин час от Търново, се намира с. Арбанаси (Загорие)... гдето са живели през старо време българските боляри и големци с 2000 жители..." Този възрожденски учител, родом от Котел, най-точно определя не само името, но и произхода на населението, „заселено в старо време от българските боляри".
По-богат документален материал (приписки и летописни бележки върху църковни книги) е останал от 17 век и 18 век. Той показва, че Арбанаси достига своя икономически разцвет през втората половина на 17 век и до края на 18 век. Тогава селото имало над 1000 къщи, а населението му се състояло от най-видни търговски фамилии. Според Иречек през този период Епископите търновски, ловчански, русенски и таксидиотите на Синайския манастир притежават летни резиденции в Арбанси. Основният поминък на населението бил джелепчийството и суватчийството. Развити били и занаятите, свързани с тях, както и медникарството и златарството. Тук отглеждали и много буби. Четирите ръчни долапа произвеждали коприна, която изнасяли в Цариград и Италия. Лозарството е също характерно за този край. Най-добрите лозя се намирали около Балъковата чешма, Орелчето, Камъка, Чуката.
Арбанашките търговци джелепи са известни и търсени в цялата обширна империя. Мнозина от тях продавали дори в Багдад, Индия и Персия. Продавали месо, лой, кожа и др., а на връщане докарвали коприна, кадифе, подправки, билки и др., които продавали не само в магазините си в Арбанаси, но и в Търново, Горна Оряховица, Попово и др.
За икономическия възход и благосъстояние на арбанасчани свидетелстват както жилищата, така и петте църкви, строени в годините на възход на селището. В края на 18 век в резултат на кърджалийските нападения през 1792, 1798 и 1810 г. селото е ограбвано и опожарявано, а епидемиите от чума и холера довършват това, което е пощадено от разбойниците и огъня. Най-богатите търговски фамилии като Бранковановци, Кантакузеновци и Филипеско се изселват във Влашко и Русия. След 1810 г. започва ново заселване от българи, които слизат от Еленския и Тревненския Балкан, а според Иречек – от Герлово. Но до някогашния блясък и икономически възход не се достига, още повече че с Гюлханския хатишериф от 1839 г. се отнемат привилегиите на селището. Развитието на дребното занаятчийство след Кримската война тук почти прекъсва.
В продължение на няколко века Арбанаси е крепост на гръкоманщината. Гръцкият език, който е официален тук, прочутото гръцко училище, както и църковните служби на гръцки не оказали влияние на националното съзнание на местното население. Участието на арбанасчани в поредицата въстания, организирани в Търново е слабо. От Арбанаси е фамилията Кърджиеви – братята Георги и Тома Кърджиеви, единият – учител и книжовник, другият (Тома) – революционер, организатор на Червеноводската чета през 1875 г. Арбанаси е родно място и на Иларион Драгостинов, деятел на БРЦК, главен апостол на II сливенски революционен окръг. Той загива в неравен бой на 10 май 1876 г. при Вратник в Сливенския Балкан. По време на Руско-турската война 11 души от Арбанаси участват в нея като опълченци.
Историята на Арбанаси е богата, а имената на арбанасчани са записани в героичния летопис. Но това, което е останало до нас и поразява със своята красота, умение, вкус, което най-ярко отразява епохата, са запазените 144 къщи с богата вътрешна украса, 5 църкви и 2 манастира.
В арбанашки манастир през 1794 г. за монах е подстриган народният будител св. Софроний Врачански, по-късно владика на Врачанска епархия. В Арбанаси той пише известното „Житие и страдание на грешния Софроний“.
При избухването на Балканската война в 1912 година двама души от Арбанаси са доброволци в Македоно-одринското опълчение.

## Население
Численост на населението според преброяванията през годините:
| \| Година на преброяване \| Численост \| \| --------------------- \| --------- \| \| 1934 \| 700 \| \| 1946 \| 574 \| \| 1956 \| 545 \| \| 1965 \| 511 \| \| 1975 \| 428 \| \| 1985 \| 285 \| \| 1992 \| 255 \| \| 2001 \| 297 \| \| 2011 \| 303 \| \| 2021 \| 372 \| |           |
| Година на преброяване | Численост |
| 1934 | 700       |
| 1946 | 574       |
| 1956 | 545       |
| 1965 | 511       |
| 1975 | 428       |
| 1985 | 285       |
| 1992 | 255       |
| 2001 | 297       |
| 2011 | 303       |
| 2021 | 372       |

### Етнически състав
Преброяване на населението през 2011 г.
Численост и дял на етническите групи според преброяването на населението през 2011 г.:
|                     | Численост | Дял (в %) |
| Общо                | 303       | 100.00    |
| Българи             | 290       | 95.70     |
| Турци               | 0         | 0.00      |
| Цигани              | 0         | 0.00      |
| Други               | 0         | 0.00      |
| Не се самоопределят | 8         | 2.64      |
| Неотговорили        | 5         | 0.66      |

## Културни и природни забележителности
Арбанаси е архитектурно-музеен резерват и е сред Стоте национални туристически обекта. Има печат в църквата „Рождество Христово“.
В село Арбанаси се намират два действащи манастира: 
- Арбанашки манастир „Света Богородица” - действащ девически манастир, основан по време на Второто българско царство. В първите години от падането на България под османска власт, обителта е запазена, но след това манастирът претърпява сериозни поражения от набези на кърджалии. Възстановен е през XVII век, откогато е и изографисването на манастирския храм[11]. В манастира се пази икона на света Богородица от типа Троеручица, която се смята за чудотворна[12]. Храмовият празник е на Успение Богородично на 15 август, празник и на село Арбанаси.
- Арбанашки манастир „Свети Никола“ - действащ девически манастир, основан по време на управлението на династията на Асеневци. Разрушен е при падането на България под османска власт. Възстановен е в края на XVII век[13]. Манастирът приема поклонници за нощувка. Храмовият празник е на Никулден – 6 декември. Двата манастира се намират в двата края на село Арбанаси.

В село Арбанаси се намират пет средновековни църкви музеи с уникални стенописи. Църквите са част от Регионален исторически музей „Велико Търново”:
- Църква музей „Свети Димитър” - построена през 1621 година. През 1850 година в храма е извършен изборът на викариен епископ на Търновската митрополия. Уникално за Балканите е изографисването на Дърво Йесеево в храма.[14]
- Църква музей „Свети Георги” - построена на два етапа - през XVI и в края на XVII- началото на XVIII век[15]. От 1973 година в продължение на 40 години стенописите са свалени за реставрация, като неправилното съхранение води да загуба на част от уникалното изографисване. През 2012 година след осигурено финансиране от фондовете на Европейския съюз, стенописите най-после са поставени отново в храма, като този процес се възприема за най-сложния обект за реставрация в България дотогава.[16]
- Църква музей „Рождество Христово” - построена е на няколко етапа в периода XVI-XVII век. Представлява масивна каменна постройка. Към църквата има изграден и параклис „Свети Йоан Предтеча”. „Рождество Христово” е част от комплекс резиденция, от която се е управлявала най-голямата митрополия на Балканите - Търновската.[17]
- Църква музей „Свети Архангели Михаил Гавриил” - построена е в края на XVII век. Запазени са изображение на Христос Емануил, Христос Вседържител, Богородица Платитера, свети Георги, свети Меркурий, убиващ тиранина цар, св. Прокопий, свети Артемий, свети Пантелеймон. Сред запазените сцени са „Благовещение”, „Кръщение Христово”, “Предателството на Юда” ,„Разпятие Христово” и “Съдът на Пилат”. Към църквата има изграден параклис на света Параскева.[18]
- Църква музей „Свети Атанасии” - построена е през 30-те години на XVII век, а изографисването е завършено през 1667 година, според ктиторския надпис в храма. Върху свода се изографисани внушителни изображение на Христос Вседържител, Христос Емануил и Света Троица. Запазени ни са изображения на свети Модест, свети Спиридон, свети Ахил и свети Антипа. Към църквата е изграден параклис на свети Харалампий.[19]

Редовни събития
- Празникът на Арбанаси е на Успение Богородично – 15 август.

Личности
- Константин Ламбринов, български военен деец, полковник, загинал през Първата световна война[20]
- Софроний Врачански, български светец, народен будител, писател и духовник
- Павел Грамадов (1822 – 1878), български революционер
- Панайот Кърджиев, (1853 – 1929), кмет на Варна

## Други
На Арбанаси е наречена улица в кварталите „Княжево“ и „Карпузица“ в София (Карта).